# Grand moulin de Ballan
Le grand moulin de Ballan est un ancien moulin à farine établi sur le cours du Cher, dans la commune de Ballan-Miré,  département français d'Indre-et-Loire.
Il est construit entre 1515 et 1520 à l'initiative et à l'usage de Jacques de Beaune, surintendant des finances de Louis XII. Remanié et agrandi à plusieurs reprises au cours des siècles suivants, il reste en activité jusqu'en 1974.
Il est partiellement inscrit au titre des monuments historiques en 2005.

## Localisation
Le moulin est situé dans la concavité d'une courbe du Cher, au nord-ouest de la commune de Ballan-Miré. Il est relié à la rive gauche de la rivière, dont il est proche, la rive droite se trouvant sur le territoire communal de Saint-Genouph.

## Histoire

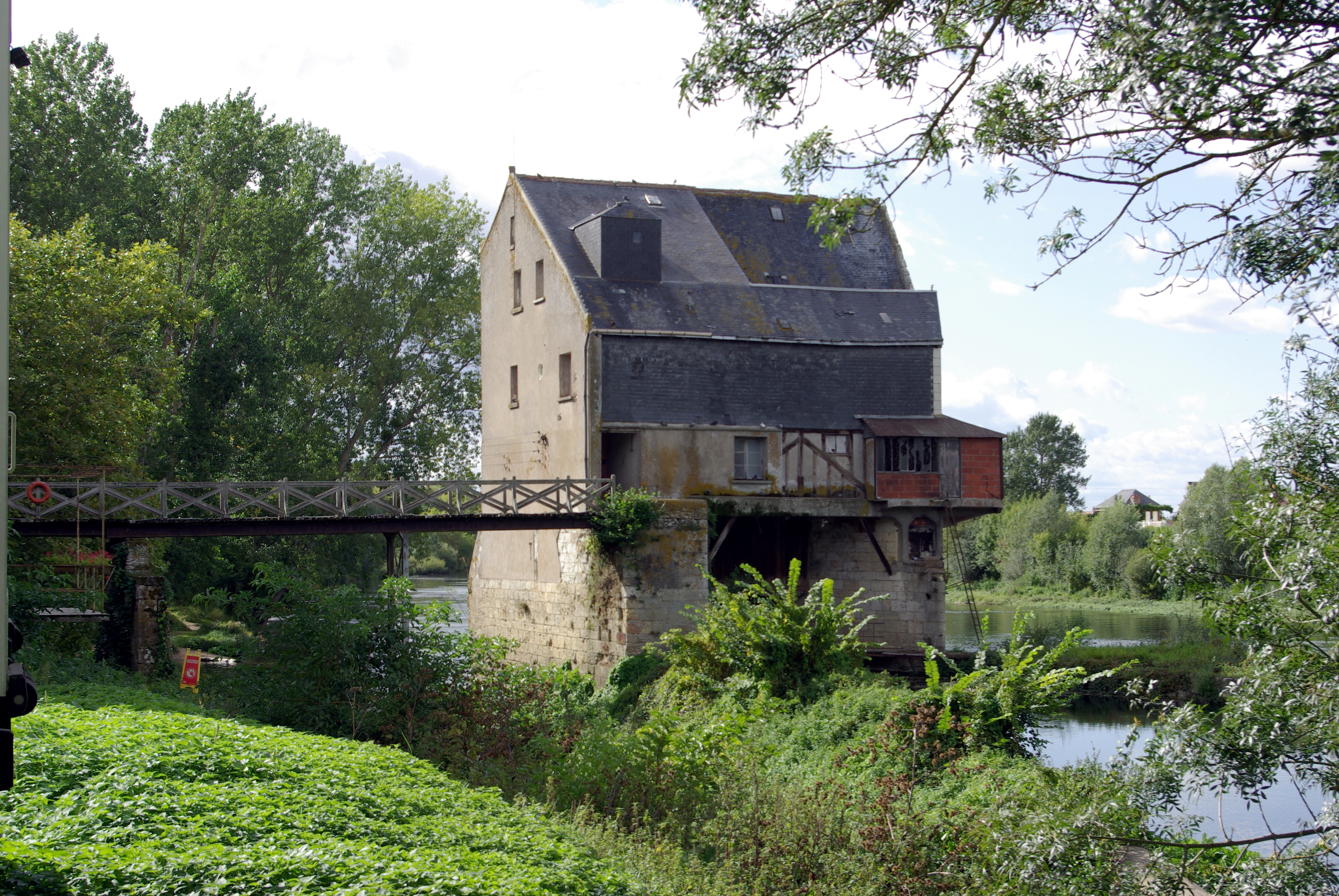
Vue du sud-est.

En 1497 Jacques de Beaune acquiert la seigneurie de la Carte, dans la paroisse tourangelle de Ballan, seigneurie qu'il élève au rang de châtellenie deux ans plus tard, alors qu'il vient d'obtenir du roi Louis XII le droit de faire construire à son profit des fours et des moulins banaux sur ses terres. En 1515, il fait valoir ce droit dans sa châtellenie de la Carte et fait entreprendre la construction d'un moulin sur une boucle du Cher. L'ouvrage est terminé le 27 avril 1520.
Dans les années 1680 et jusqu'en 1718, la légalité des droits rattachés au moulin est temporairement remise en cause par les mines de l'abbaye de Saint-Julien, ce qui n'empêche pas l'édifice de connaître, au fil des propriétaires successifs, des réfections et des modifications (agrandissement vers l'est, ajout d'une galerie couverte en surplomb au nord, reprise des avant-becs), bien que l'architecture d'origine reste intacte.
En 1974, une minoterie moderne est installée sur la rive gauche du Cher et le moulin cesse de fonctionner.
L'édifice est partiellement inscrit au titre des monuments historiques par arrêté du 7 avril 2005.

## Description

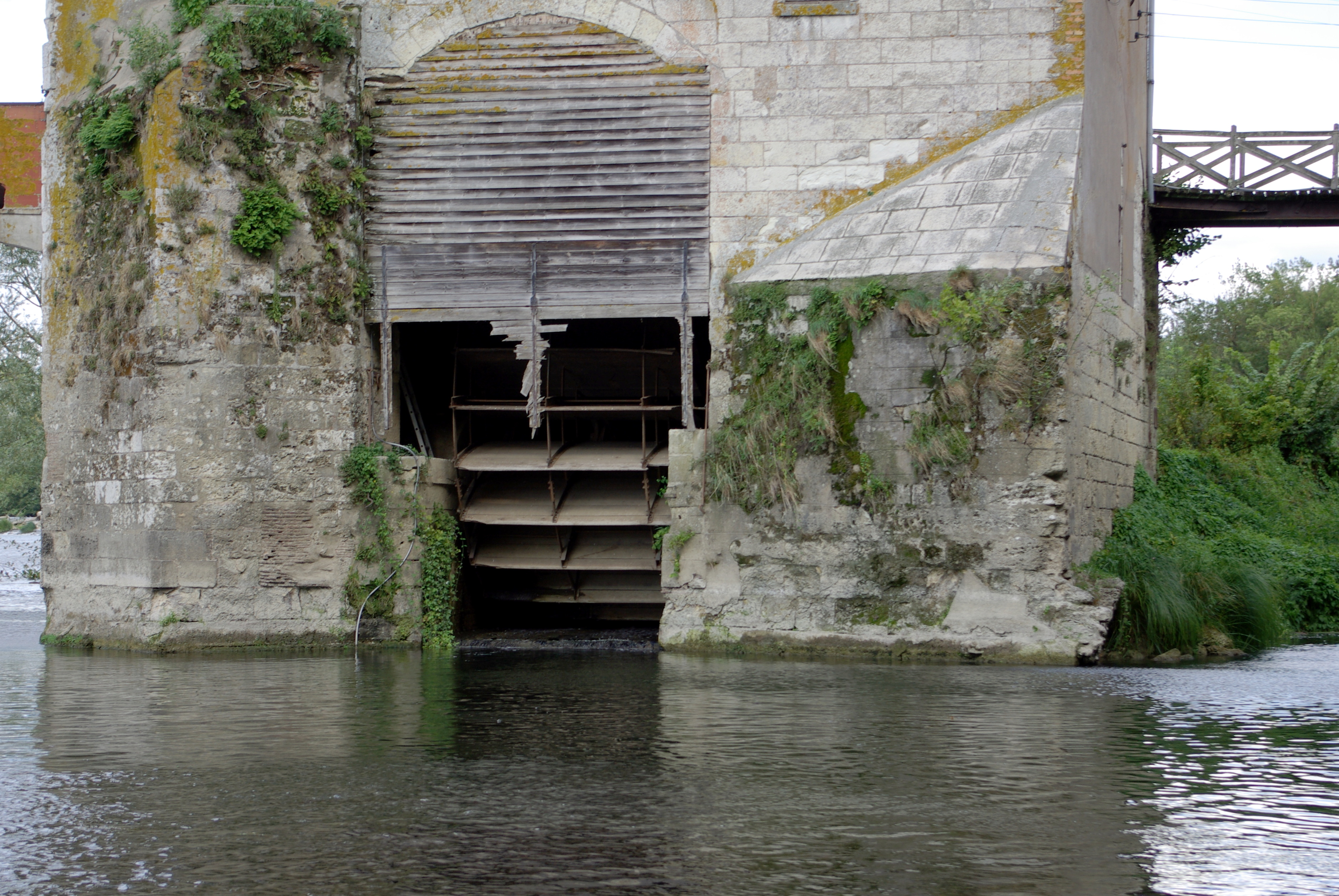
La roue, vue de l'ouest.

Deux digues ancrées dans le lit de la rivière délimitent un bief sur lequel le moulin est construit. Deux piles prennent appui sur ces digues et supportent une arche sous laquelle est placée la roue à aubes. Le bâtiment en tuffeau s'élève au-dessus. Une passerelle métallique relie le moulin à la rive gauche de la rivière.
La roue à aubes, remplacée à la fin du XIXe siècle, d'un diamètre de 6,30 m, développe un puissance maximale de 32 ch. Elle peut se déplacer verticalement dans un châssis pour tenir compte de l'évolution du niveau de l'eau.
À l'origine, deux chenaux de navigation, l'un montant et l'autre descendant, encadrent le moulin.

## Pour en savoir plus